# Kosztolányi Dezső
Nemeskosztolányi Kosztolányi Dezső, teljes nevén Kosztolányi Dezső István Izabella (Szabadka, 1885. március 29. – Budapest, Krisztinaváros, 1936. november 3.) író, költő, műfordító, kritikus, esszéista, újságíró, eszperantista, a Nyugat első nemzedékének kimagasló formaművésze, a 20. századi magyar széppróza és líra egyik legnagyobb alakja.

## Élete
Nemeskosztolányi Kosztolányi Árpád (1859–1926) fizika- és matematikatanár, iskolaigazgató és Brenner Eulália (1866–1948) gyermekeként született. Édesanyja révén volt unokafivére Brenner József, alias Csáth Géza (1887–1919) író. Apai nagyapja nemeskosztolányi Kosztolányi Ágoston, bankpénztáros, negyvennyolcas honvéd százados, Bem seregében szolgált (személyesen ismerte Kossuth Lajost és beszélgetett Petőfi Sándorral is); ő tanította meg írni és olvasni, valamint angolul unokáját.
A kisfiút 1885. április 7-én keresztelték meg a szabadkai római katolikus Szent Teréz-plébánián, keresztszülei Hofbauer István, későbbi altábornagy és felesége, szül. Oravecz Izabella volt. A gyermek a keresztségben a Dezső, István, Izabella utóneveket kapta. A családi hagyományok szerint apai felmenői a nemeskosztolányi Kosztolányi család leszármazottai. Ugyan anyakönyvekkel alátámasztani ezt nem sikerült, de nemeskosztolányi Kosztolányi Samu és József az író dédanyjának, Filáczy Veronikának 1841-ben Bars megyéhez írt folyamodványában elismeri, hogy Veronika férje, Kosztolányi János „Atyámfia légyen", azaz, hogy vérrokon.
Másik érdekes családi hagyomány az író dédanyjának, Kléri Magdolnának francia származása, amelyet a családnév „Cléry" írásmódja alapján összefüggésbe hoztak XVI. Lajos Cléry nevű komornyikjával, aki a királyt, mint Capet Lajost kivégzéséhez öltöztette. A feltételezés azonban hamisnak bizonyult.
A gimnáziumot Szabadkán kezdte, majd önképzőköri konfliktusa miatt (magyartanárára tett megjegyzést) kicsapták, s magántanulóként, Szegeden tette le az érettségit.
Első írása, amely nyomtatásban megjelent, Egy sir című verse volt, ezt a Budapesti Napló 1901. október 26-i, 295. száma közölte.
1903-ban Budapestre költözött, s beiratkozott a bölcsészkar magyar–német szakára. Itt ismerkedett meg és kötött barátságot – Négyesy professzor stílusgyakorlatain – Babits Mihállyal, Juhász Gyulával, akikkel aktív levelezésbe is kezdett. Életre szóló barátságot kötött Karinthy Frigyessel, aki ekkor matematikával és fizikával foglalkozott és megismerkedett Füst Milánnal is.
Hatással voltak rá – többek között – a kortárs Zalai Béla (1882–1915), az egyik legeredetibb magyar gondolkodó filozófiai munkái.

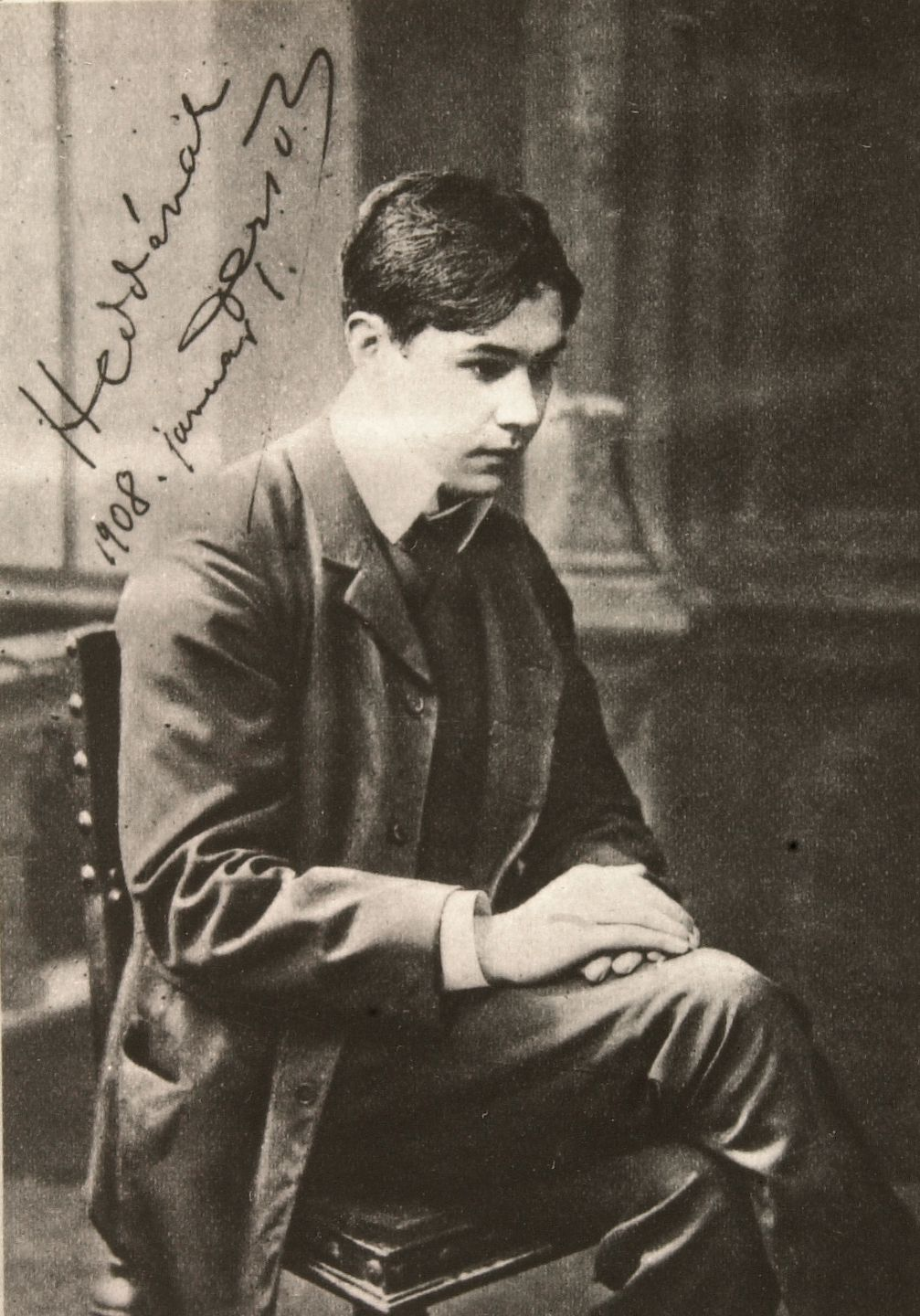
Kosztolányi 1908-ban

1904-ben beiratkozott a bécsi egyetemre, ahol Hegel filozófiájáról, Grillparzerről, Schillerről hallgatott szemináriumokat. 1905-ben hazatért, de nem ment vissza az egyetemre, hanem újságíró lett. Első cikkei többek közt a Szeged és Vidékében és a Bácskai Hírlapban jelentek meg. 1906-ban a Budapesti Napló kérte fel munkatársnak Ady Endre helyére, aki akkor épp Párizsból küldte tudósításait. 1907-től A Hét is rendszeresen hozta verseit, műfordításait, kritikáit.
Huszonegy éves is elmúlt, amikor sorozáson kellett részt vennie; a 185 centiméter magas, tökéletes termetű, izmos fiatalembert alkalmasnak találták. Kosztolányi keresztapjától, Hofbauer István altábornagytól kért segítséget, aki azonban helyeselte a katonai szolgálatot, mondván, legalább rendre szoktatják. A szegedi honvédgyalogsághoz került. Míg az újoncok a kaszárnyaudvaron katonai felszerelésben sorakoztak, addig ő világosszürke angolszövet öltönyben, sárga hosszú nyakkendővel állt közéjük, jelezvén ezzel, hogy nem teljes mértékben tartozik közéjük. Végül egy vasárnapon az ezredeshez beadta névjegyét, aki elbeszélgetett vele verseiről, a színházi életről, majd elbocsátotta. Ezután felülvizsgálatra hívták be, s alkalmatlannak nyilvánították.
1907-ben jelent meg első verseskötete, a Négy fal között – elismerő volt a fogadtatása, egyedül Ady bírálta. Recenziójának lényege, hogy Kosztolányi irodalmi író, nem életdokumentumokat írt, hanem irodalmi témákat versel meg. Szász Károlyéhoz hasonlította költészetét. Kosztolányi a későbbiekben kilenc cikket írt Adyról. Az utolsó a legnagyobb horderejű. 1929-ben A Toll körkérdést intézett az írókhoz: mit jelent számukra Ady öröksége. Kosztolányi válasza: Írástudatlanok árulása – különvélemény. Trianon után fölfokozódott az Ady-kultusz, és Adyt hivatalosan is beemelték a magyar irodalomtörténetbe. Erre született meg válaszként az írás, amely átmenet az esszé és a pamflet között. Kosztolányi szerint Ady költészete időszerűtlen, az általa képviselt magatartás visszautalja őt a 19. századba (lásd messianizmus, költészetének politikai jellege). Elutasította szerelmi költészetét is, ami szerinte nem újszerű, hanem mélyen konvencionális. Bírálóan szólt Ady „nyelvteremtő zsenijéről”, ami szerinte egyszerűen a magyar nyelv ismeretének hiányából fakadt. Úgy vélte, hogy az Ady-kultusz, illetve költészetének kizárólagossá tétele gátat emel a magyar líra fejlődése elé.
1910 telén ismerkedett meg Harmos Ilona zsidó származású színésznővel a Vígszínház egyik bemutatóján, 1913. május 8-án Budapesten házasságot kötöttek. Esküvői tanúja Purjesz Lajos, a Világ főszerkesztője és Miklós Jenő író, a Világ szerkesztője volt.
Mostan színes tintákról álmodom.

Legszebb a sárga. Sok-sok levelet

e tintával írnék egy kisleánynak,

egy kisleánynak, akit szeretek.

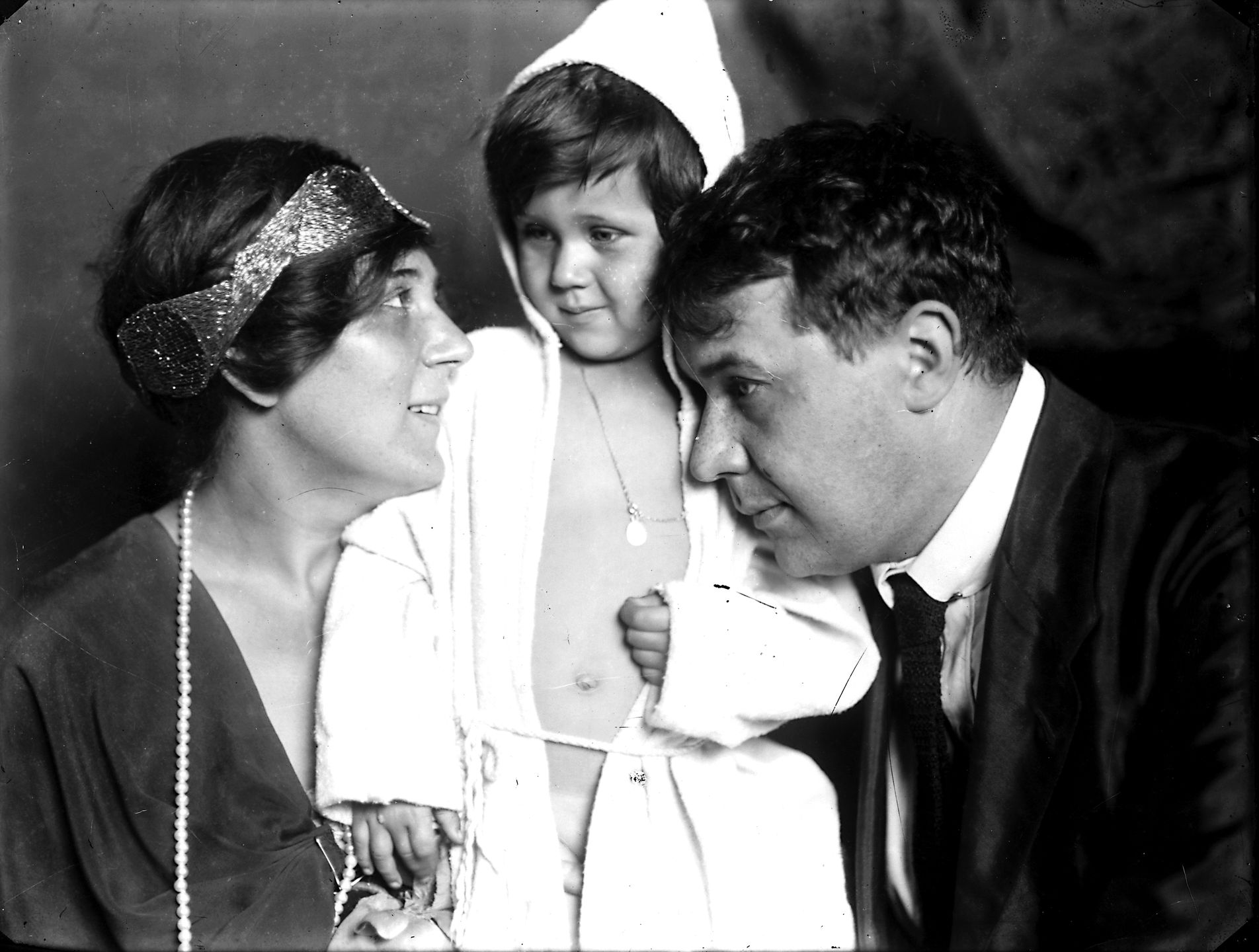
Kosztolányi Dezső és Harmos Ilona a fiukkal, Ádámmal 1918 körül (Székely Aladár felvétele)

Krikszkrakszokat, japán betűket írnék,

s egy kacskaringós, kedves madarat.

És akarok még sok másszínű tintát,

bronzot, ezüstöt, zöldet, aranyat

(…)
És el nem unnám, egyre-egyre írnék

egy vén toronyba, szünes-szüntelen.

Oly boldog lennék, Istenem, de boldog.

Kiszínezném vele az életem.

Neje Görög Ilona néven jelentette meg novelláit például a Nyugatban is. Fiatal korában erotikus tartalmú regényt is írt, Mme Chaglon üzletei címmel. Harmos Ilona 1915-ben áttért a római katolikus vallásra, ugyanebben az évben született fiuk, Kosztolányi Ádám, szintén próbálkozott az írással, s néhány szövege megjelent lapokban is.
1915 februárjában a költőt ismét sorozásra hívták, ahol azonban szívbillentyű-elégtelenséggel alkalmatlannak minősítették.
Kaffka Margit temetésén gyászbeszédet mondott.
Egy napon meglátogatta Kun Bélát, annak Visegrádi utcai lakásán, akivel egykor egy szobában dolgoztak a Budapesti Naplónál. Kun felvázolta neki propagandaízű szavakkal az akkori politikai helyzet komolyságát, valamint az elkövetkezendő kíméletlen harcot is ecsetelte. Amikor Kosztolányi megkérdezte tőle, hogy mi lesz vele és az írókkal, felesége jóval később írt visszaemlékezése szerint Kun állítólag azt felelte: „Reád semmi szükség a proletárállamban. Versek nem kellenek. Majd tanulsz valami mesterséget. Ha okoskodsz, ki fogunk végezni.” 
Egy új világ kezdődik minden nyelv küszöbén, a szépség új birodalma új értelmi és érzelmi törvényekkel. Mi tehát a tíz legszebb magyar szó? Ezt felelném, abban a tudatban, hogy válaszom merőben önkényes, és éppúgy jellemez engemet, mint nyelvünket: Láng, gyöngy, anya, ősz, szűz, kard, csók, vér, szív, sír.
Íróként a politikamentességre törekedett, igyekezett távol tartani magát mind a jobb-, mind a baloldaltól, ennek ellenére egy-egy megnyilvánulásáért mindkét oldalról támadások érték. Több más írótársával együtt idegenkedve fogadta a Tanácsköztársaságot, a proletárdiktatúra intézkedései miatt ő is elveszítette egzisztenciáját, és eleve nem értett egyet a bolsevizmus ideológiájával sem. A kommün bukása után, 1919–21 között az Új Nemzedék című szélsőjobboldali lapnál helyezkedett el; egyik szerkesztője és szerzője volt a lap Pardon rovatának, amelynek cikkei élesen támadták a Tanácsköztársaságot és annak vezetőit, gyakran antiszemita és fajvédő megnyilvánulásokkal fűszerezve reagáltak a napi jelenségekre, valamint tiltakoztak a trianoni békediktátum ellen, ezáltal irredenta álláspontot is képviseltek. A lap Horthy Miklós egyik befolyásos emberének, Bangha Béla páternek az érdekszférájába tartozott, s ő tartotta fontosnak egy olyan írói nagyság foglalkoztatását, mint Kosztolányi. A Pardon-cikkek mindegyike névtelenül jelent meg, emiatt nehéz kideríteni, melyik származott Kosztolányitól, mivel többen is írták őket, köztük Kádár Lehel és Lendvai István, de szakértők szerint számos egyértelműen antiszemita uszító írás tőle származik. Bár Kosztolányi a nemzetiszocializmusnak csak a kezdetét érte meg, egyértelműen elítélte annak ideológiáját.
Rákosi Jenőt 1930-ban Kosztolányi követte a Magyar PEN Club elnöki tisztségében, melyről később – politikai nyomásra – kénytelen volt lemondani. 1933-ban mutatkoztak betegsége, a rák első jelei. 1934-től sorozatos műtéteken esett át, még Stockholmba is elment rádiumkezelésre. 1935-ben, a visegrádi újságíró üdülőben szerelemre lobbant egy fiatal férjes asszony, Radákovich Mária iránt. Szerelmük több vers megírására is sarkallta, mint például a Röpima, a Szeptemberi áhítat. El akart válni, de betegségének súlyosbodása közbeszólt.
1936. november 3-án halt meg gócos tüdőgyulladásban, Budapesten, a Szent János Kórházban. Decemberben a Nyugat különszámmal adózott emlékének, amelyben Babits rehabilitálta fiatalkori barátját, művésztársát. Szenvedéseiről részletesen Ascher Oszkár tudósított nemcsak a Nyugatban, hanem Az Est hasábjain is.
Felesége, Harmos Ilona 31 évvel élte túl; 1967-ben hunyt el.

## Szabadkőműves pályafutása
Kosztolányi Dezső 1915. december 20-án jelentkezett a Március szabadkőműves páholyba, ahova 1916. február 7-én vették fel ünnepélyes keretek között négy másik társával együtt. Híres „Láncvers” című szabadkőműves költeményét 1916. november 30-án, I. Ferenc József temetése napján este 8 órai kezdettel a császár és király emlékére tartott szabadkőműves gyászmunkán (gyászünnepélyen) olvasta fel. A megemlékező vers nyomtatásban is megjelent a Kelet című szabadkőműves folyóirat 1916. decemberi számában. A mű a Zsengék, töredékek, rímjátékok közé került a költő összegyűjtött verseinek kötetében, s Kosztolányi hozzá fűzött megjegyzésének („Alkalmi vers – a szabadkőműveseknek fölolvastam F.I. halálakor.”) téves kiolvasása következtében 2019-ig F. J. (Ferenc József) helyett valamely F. I. monogramú szabadkőműves társ temetésére írt költeménynek tartották. Legényfokba 1916. december 18-án avatták, a mesterfokot már nem nyerte el. A feljegyzések szerint csak négy alkalommal (fölvételét és a legényfokba avatását is beszámítva) volt jelen első páholyában szabadkőműves munkán. 1917. májusában fedezett (kilépett a páholyból), hogy a Március páholyból kivált társaival együtt egy új páholyt hozzon létre. Így 1917. május 22-én részt vett a Világ páholy alapításában. Ebben a páholyban Kosztolányi tagja lett az Irodalmi Bizottságnak.
Kosztolányi Dezső a kommün bukása után 1921-ig a szélsőjobboldali Új Nemzedék című lap Pardon rovatának szerkesztőjeként éles hangú antiszemita és szabadkőművesség-ellenes cikkeket írt, megtagadva ezzel saját szabadkőműves múltját is.

## Munkássága
„Ha a Nyugat hívei rajongtak Adyért, és mélységesen tisztelték Babits Mihályt, akkor Kosztolányi volt az, akit szerettek. Őszinte és szeretetre méltó. Verseit és prózáit olvasva egyaránt úgy érezzük, mintha a legbizalmasabb titkaiba avatna be minket. Stílusa pontos, érzékletes és takarékos. Verseiben sokat ad a szépségre, dallamosságra. Különösen prózájában érezzük közvetlennek és természetesnek. Elbeszélései és újságcikkei ma is úgy hatnak, mintha közvetlenül az olvasóhoz beszélne. Verseinek stílusa más: költeményeinek nagy része inkább elkápráztat és gyönyörködtet ritmusával, a szavak szép hangzásával, festői képeivel és hangulatával. Sok verse van azonban, amelynek nem csupán a dallamosság adja legfőbb értékét, hanem a gondolat ereje is.”
„Szép életem, lobogj, lobogj tovább,
cél nélkül, éjen és homályon át.
Állj meg, te óra és dőlj össze, naptár,
te rothadó gondoktól régi magtár.
Ifjúságom zászlói úszva, lassan
röpüljetek az ünnepi magasban.”
Nézd csak, tudom, hogy nincsen mibe hinnem,
s azt is tudom, hogy el kell mennem innen,
de pattanó szivem feszítve húrnak
dalolni kezdtem ekkor az azúrnak,
annak, kiről nem tudja senki, hol van,
annak, kit nem lelek se most, se holtan.
Bizony ma már, hogy izmaim lazulnak,
úgy érzem én, barátom, hogy a porban,
hol lelkek és göröngyök közt botoltam,
mégis csak egy nagy ismeretlen Úrnak
vendége voltam. (Hajnali részegség, utolsó versszak)

### Műfordításkötetei

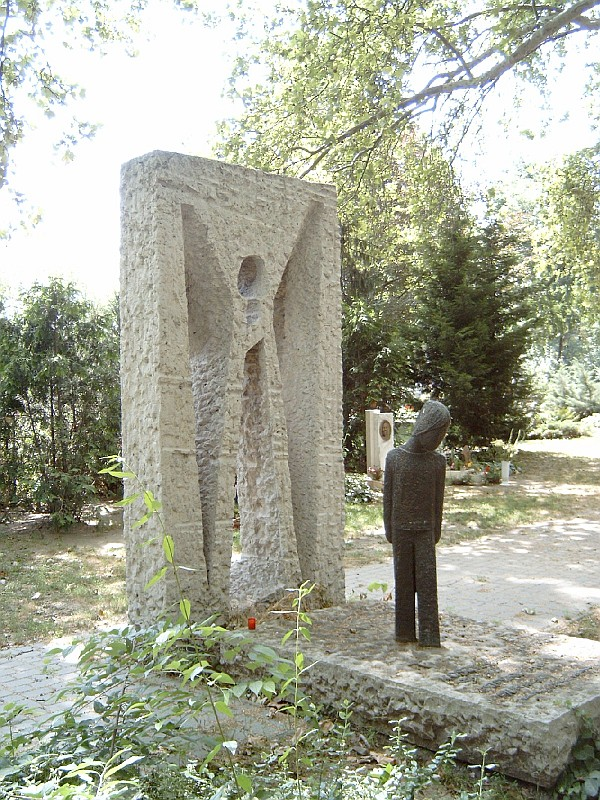
Kosztolányi sírja Budapesten, Kerepesi temető 42-1-98, Ősze András alkotása

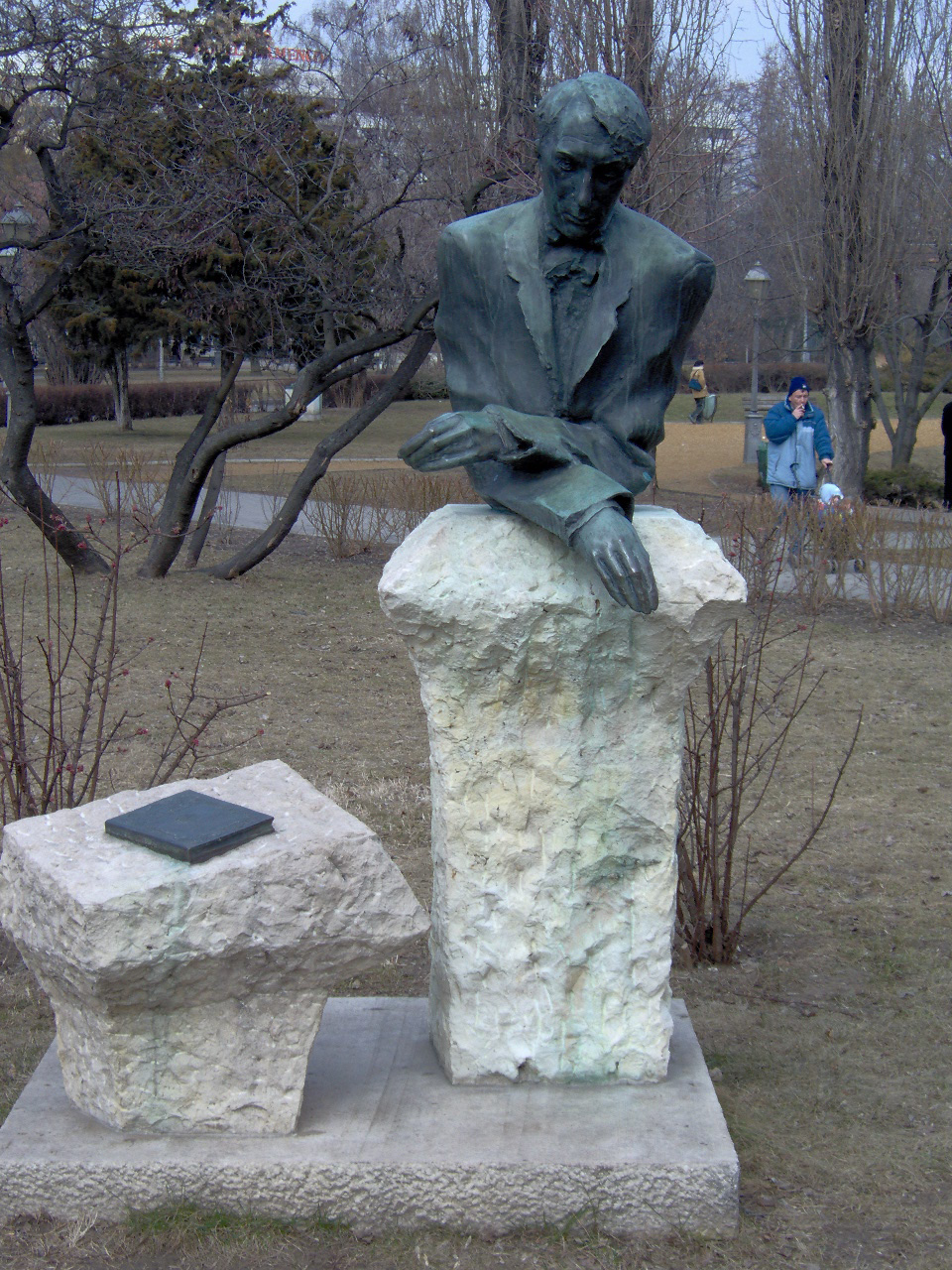
A költő szobra a budapesti Kosztolányi Dezső téren (XI. ker.), Borbás Tibor alkotása (1979)

- Bernstein, Henry: Tisztítótűz. Színmű, Budapest, Kultura, 1908, 133 (7)
- Wilde, Oscar: A páduai hercegnő. Színmű, Budapest, 1908
- Maupassant, Guy de: Összes versei, Budapest, Jókai ny., 1909, 91 (2)
- Molière: A szeleburdi. Vígjáték, Budapest, 1911
- Calderón, Pedro, de la Barca: Úrnő és komorna. Vígjáték, Budapest, 1912
- Carrol, Lewis. Évike Tündérországban, (Budapest), Gergely R. kiadása, 1936
- Renard, Jules: A smokk. Regény, Budapest, „Modern Könyvtár”, 1912
- Rostand, Edmond: A két Pierrot. Egyfelvonásos, Budapest, 1913
- Modern költők, (szerk. és ford. KOSZTOLÁNYI Dezső), Budapest: Élet, 1914. Második bővített kiadás: I–III. kötet, Budapest, Révai, 1921
- Byfon, George Gordon Noel: Mazeppa. Gyoma, Kner Izidor, 1917
- Balzac, Honoré de: Facino Cane – Sarrasine. Budapest, Athenaeum, 1919
- Lord Alfréd Douglas: Wilde Oszkár és én. Budapest, A Kultura Könyvkiadó és Nyomda Rt, 1919
- Farrère, Claude: Aki ölt... Budapest, Athenaeum
- Huysmans, Joris–Karl: A különc. Budapest, Kultura, 1921
- Maran, René: Batuala, néger regény. Budapest, 1922
- Wilde, Oscar: Dorian Gray arcképe, (Budapest), Genius (1922)
- Wilde, Oscar: Firenzei tragédia, (Budapest), Genius (1923), 75
- Goethe, Johann Wolfgang: Napló (Budapest), Genius (1924)
- Geraldy, Paul: Te meg én (Budapest), Genius (1925)
- Oscar Wilde költeményei: (Budapest), Genius, 1926
- Douglas, Lord Alfred: Emlékeim Oscar Wilde-ról
- Saffatti, M.: Mussolini élete. 1927, Budapest
- Shakespeare, William: Romeo és Júlia (Budapest), 1930
- Wilder, Thornton: Szent Lajos király hídja. Budapest, 1929
- Szent Imre himnuszok (Budapest) Atheneum, 1930
- Kínai és japán versek, Budapest: Révai, 1931, 1940, 1942, 1943, 1947. További kiadás: Budapest, Genius, 1932
- Idegen költők anthológiája, Budapest, Révai, 1937
- Idegen költők, s.a.r. és bevezető: Illyés Gula, Budapest, Révai, 1942, 1943, 1944, 1947
- Idegen költők. Összegyűjtött műfordítások, Budapest, Szépirodalmi, 1966, Szöveggondozás és a jegyzetek: Réz Pál, 1988
- Verses drámafordítások, 1–2., szöveggondozás: Réz Pál, Budapest, Szépirodalmi, 1982

Kosztolányi Dezső Nero-regénye, „A véres költő” tíz idegen nyelven is megjelent (angol, cseh, finn, horvát, német, olasz, orosz, örmény, román, szlovák); az első ezek közül Stefan I. Klein fordítása volt, amelyet Konstanzban, 1924-ben adott ki Oskar Wöhrle. A kiadás elé Thomas Mann a következő előszót írta:
„Kedves Kosztolányi;
megindultan válok meg kéziratától; ettől a császár- és művészregénytől, mert vele Ön betöltötte, sőt felülmúlta azokat a reményeket, melyek a Magische Laterne novellái óta finom, erős tehetségéhez fűződtek. Fejlődése aligha lehet meglepő annak, aki már kezdő munkáinak örvendezett. És azért mégis meglepőnek szeretném nevezni az ön Neróját azzal a hozzátevéssel, hogy ezt a szót művészi alkotásra alkalmazva igen erős dicséretnek érzem. Azt jelenti, hogy ez a munka több, mint a műveltség és egy nemzeti vagy akár európai színvonal terméke, hogy egyéni merészség jelét viseli homlokán, bátor magányból származik, lelkünket erős újszerűséggel érinti, s olyan emberiességgel, hogy fáj, annyira igaz. Ez a költészet mivolta és hatása. A többi akadémia, még akkor is, hogyha forradalmiasan hadonászik.
Ön nyugodtan-szokott formában szabad és szilaj, valahogy nem-sejtett könyvet adott. Ön felöltöztetett kétségtelen jól tanulmányozott, korszerű ruhába, mely egy pillanatig se hat jelmezesen és színháziasan, egyetlen pillanatig se hat régészetien, mert könnyen és magától értetődően viselhető. Ön – mondom – felöltöztetett történeti nevek alatt emberi lényeket, kiknek bensősége a lelkiismeret legmélyebb mélyéből fakad. A művészetről és művészéletről való kaján és szemérmetesen-büszke tudását beleömlesztette a véresen fájó dilettantizmus regényébe, s ezáltal elmélyítette az élet minden mélységét és mélabúját, minden borzalmát és nevetségességét. Irónia és lelkiismeret: ez a kettő egy, s ez alkotja a költészet alapját. Nero sokszor vad, féktelen és nagy, kétségbeesett ájultában: de mint alakot föléje helyezem Senecát, ezt a mesterien-sima költő-udvaroncot és sophistát, aki azért valódi bölcs, igazán nagy irodalmár, és akinek utolsó órái annyira megráztak engem, mint kevés dolog az életemben és művészetben. Hasonlóan pompás az a jelenet is, hol ő és a császár kölcsönösen felolvassák költeményeiket és kölcsönösen hazudoznak egymásnak. De ez a jelenet nyilván nem is hasonlítható a másik átható szomorúsághoz, mely nekem az egész munkában a legkedvesebb, ahhoz, ahol Nero fokozódó dühében és gyötrelmében, mint igazán és emberien sértett, hiába akarja megszerezni Britannicus kartársi bizalmát, aki a Kegyet, a Titkot bírja, aki költő, s aki művészvoltának csöndes és idegen önzésében a gyámoltalanul-erőszakos császárt közönyösen ellöki magától – a pusztulás felé. Igen, ez jó, ez kitűnő, ez mesteri. És több ilyesmi van a regényben, melynek sajátos meghittsége különben nemcsak a lelki-benső, hanem a társadalmi életben is érzik: egészen könnyű, erőfeszítéstől mentes mozdulattal képeket, jeleneteket bűvöl fel az antik világváros életéből, melyek nagyon érdekes társadalmi bírálatul szolgálnak.
Örvendek, kedves Kosztolányi, hogy Önt mások előtt is üdvözölhetem e szép munkája alkalmából. A magyar névnek, melynek Petőfitől és Aranytól kezdve Adyig és Móricz Zsigmondig annyi hirdetője akadt, új becsületet hoz majd, és ifjúi nevét még inkább azok sorába lépteti, akik ma Európa szellemi és műveltségi életét jelentik.
München, 1923. május 23.
Igaz híve: Thomas Mann”

## Kötetei
Kosztolányi Dezső bibliográfiáját, műveinek idegen nyelvű fordításait lásd még az OSZK Nyugat-honlapján.

### 1919-ig
- Négy fal között. Költemények; Pallas Ny., Bp., 1907
- Boszorkányos esték; Jókai-Ny., Bp., 1908
- A szegény kisgyermek panaszai; Sziklai, Bp., 1910 (Modern könyvtár)
- Lótoszevők. Mesejáték; Országos Központi Községi Ny., Bp., 1910
- Bolondok. Novellák; Athenaeum, Bp., 1911 (Modern könyvtár)
- Őszi koncert / Kártya; Politzer, Bp., 1911 (Modern könyvtár; Magyar költők)
- Mágia. Kosztolányi Dezső verseskönyve; Tevan, Békéscsaba, 1912
- A vonat megáll; Globus, Bp., 1912 (Mozgó könyvtár)
- A szegény kisgyermek panaszai; Tevan, Békéscsaba, 1913
- Beteg lelkek. Elbeszélések; Athenaeum, Bp., 1913 (Modern könyvtár)
- Mécs; Tevan, Békéscsaba, 1913 (Tevan-könyvtár)
- Modern költők. Külföldi antológia, 1–2.; összeáll., ford. Kosztolányi Dezső; Élet, Bp., 1914 (Az "Élet" könyvei)
- Lánc, lánc, eszterlánc... Kosztolányi Dezső új versei; Tevan, Békéscsaba, 1914
- Öcsém. 1914–1915; Tevan, Békéscsaba, 1915 (Tevan-könyvtár)
- Mák. Kosztolányi Dezső új versei; Tevan, Békéscsaba, 1916
- Bűbájosok. Novellák; Franklin, Bp., 1916
- Tinta; Kner, Gyoma, 1916
- Káin. Novellák; Pallas Ny., Bp., 1918
- Páva. Elbeszélések; Légrády, Bp., 1919

### 1920–1935
- Kenyér és bor. Új versek; Tevan, Békéscsaba, 1920
- Béla, a buta. Kosztolányi Dezső új elbeszélései; Athenaeum, Bp., 1920 (Modern könyvtár)
- Vérző Magyarország. Magyar írók Magyarország területéért; szerk. Kosztolányi Dezső; Pallas Ny., Bp., 1921
- Modern költők. Külföldi antológia, 1–3.; ford. és kiad. Kosztolányi Dezső; 2. bőv. kiad.; Révai, Bp., 1921
- A rossz orvos. Kis regény; Pallas Ny., Bp., 1921
- A véres költő; Genius, Bp., 1921 (A regényírás művészei)
- A bús férfi panaszai; Genius, Bp., 1924
- Pacsirta Regény; Athenaeum, Bp., 1924
- Aranysárkány; Légrády, Bp., 1925
- Édes Anna; Genius, Bp., 1926
- Tintaleves papírgaluskával; Lampel, Bp., 1927 (Magyar könyvtár)
- Meztelenül. Új versek; Athenaeum, Bp., 1927
- Édes Anna. Regény; Genius, Bp., 1929
- Nero, a véres költő; Thomas Mann bev. levelével; 2. kiad.; Genius, Bp., 1929
- Alakok; Egyetemi Ny., Bp., 1929
- Zsivajgó természet; Révai, Bp., 1930
- Szent Imre himnuszok; ford. Kosztolányi Dezső; Athenaeum, Bp., 1930
- Kínai és japán versek; ford. Kosztolányi Dezső; Révai, Bp., 1931
- Aranysárkány; átdolg., ifjúsági kiad., ill. Jaschik Álmos; Genius, Bp., 1932
- A Pesti Hírlap nyelvőre; szerk. Kosztolányi Dezső; Pesti Hírlap, Bp., 1933
- Bölcsőtől a koporsóig; Nyugat, Bp., 1934 (Nyugat könyvek)
- Anyanyelvünk. A helyes és tiszta magyarság kézikönyve. Idegen szavak szótára. Kosztolányi Dezső „Nyelvőr”-ének erdélyi kiadása; szerk. Kacsó Sándor; ÁGISZ, Brassó, 1934
- Esti Kornél; Genius, Bp., 1934 [Esti Kornél kalandjai]

### 1936–1944
- Kosztolányi Dezső összegyűjtött költeményei, 1907–1935; Révai, Bp., 1935 (Kosztolányi Dezső összegyűjtött munkái)
- Tengerszem. 77 történet; Révai, Bp., 1936 (Kosztolányi Dezső összegyűjtött munkái)
- Kosztolányi Dezső, az élő költő. Szemelvények műveiből, életrajza, méltatása; Kosztolányi Dezső Emlékbizottság, Bp., 1936
- A rossz orvos / Pacsirta; Révai, Bp., 1937 (Kosztolányi Dezső összegyűjtött munkái)
- Idegen költők anthológiája, 1–2.; ford. Kosztolányi Dezső; Révai, Bp., 1937 (Kosztolányi Dezső összegyűjtött munkái)
- Próza; Révai, Bp., 1937 (Kosztolányi Dezső összegyűjtött munkái)
- Szeptemberi áhitat. Kiadatlan költemények; sajtó alá rend. Paku Imre; Révai, Bp., 1939 (Kosztolányi Dezső összegyűjtött munkái)
- Kosztolányi Dezső összegyűjtött versei; Révai, Bp., 1940
- A bábjátékos. Versesjáték; Kner, Gyoma, 1940
- Lenni, vagy nem lenni; sajtó alá rend., bev. Illyés Gyula; Nyugat, Bp., 1940 (Kosztolányi Dezső hátrahagyott művei)
- Erős várunk, a nyelv; sajtó alá rend., bev. Illyés Gyula; Nyugat, Bp., 1940 (Kosztolányi Dezső hátrahagyott művei)
- Kortársak; Nyugat, Bp., 1940 (Kosztolányi Dezső hátrahagyott művei)
- Lángelmék; sajtó alá rend., bev. Illyés Gyula; Nyugat, Bp., 1941 (Kosztolányi Dezső hátrahagyott művei)
- Ember és világ; sajtó alá rend., bev. Illyés Gyula; Nyugat, Bp., 1942 (Kosztolányi Dezső hátrahagyott művei)
- Ábécé; sajtó alá rend., bev. Illyés Gyula; Nyugat, Bp., 1942 (Kosztolányi Dezső hátrahagyott művei
- Felebarátaim; Nyugat, Bp., 1943 (Kosztolányi Dezső hátrahagyott művei)
- Kosztolányi Dezső novellái; Révai, Bp., 1943
- Elsüllyedt Európa; sajtó alá rend., bev. Illyés Gyula; Nyugat, Bp., 1943 (Kosztolányi Dezső hátrahagyott művei)
- Ákom-bákom; sajtó alá rend., bev. Illyés Gyula; Nyugat, Bp., 1943 (Kosztolányi Dezső hátrahagyott művei)

### 1945–1989
- Napjaim múlása; sajtó alá rend., bev. Illyés Gyula; Nyugat, Bp., 1947 (Kosztolányi Dezső hátrahagyott művei
- Színház; összegyűjt., bev. Illés Endre; Nyugat, Bp., 1948 (Kosztolányi Dezső hátrahagyott művei)
- Furcsa dolgok. Novellák, karcolatok, jegyzetek; Ifjúsági, Bukarest, 1957 (Tanulók könyvtára)
- Novellák, 1–3.; Szépirodalmi, Bp., 1957
- Írók, festők, tudósok. Tanulmányok magyar kortársakról, 1–2.; gyűjt., sajtó alá rend., utószó, jegyz. Réz Pál; Szépirodalmi, Bp., 1958
- Babits Mihály, Juhász Gyula, Kosztolányi Dezső levelezése; Török Sophie gyűjtése alapján sajtó alá rend., jegyz. Belia György; Akadémiai, Bp., 1959 (Új magyar múzeum Irodalmi dokumentumok gyűjteménye)
- Az élet divatja. Novellák, jegyzetek, tollrajzok; bev. Kántor Lajos; Irodalmi, Bukarest, 1963
- A lámpagyújtó énekel; vál., bev. Szőcs István; Ifjúsági, Bukarest, 1964 (Tanulók könyvtára)
- Kosztolányi Dezső összegyűjtött versei; sajtó alá rend. Vargha Balázs; Szépirodalmi, Bp., 1964
- Kosztolányi Dezső elbeszélései; sajtó alá rend. Réz Pál; Magyar Helikon, Bp., 1965
- Mostoha és egyéb kiadatlan művek; bev, jegyz. Dér Zoltán; Forum, Újvidék, 1965
- Idegen költők. Összegyűjtött műfordítások; Szépirodalmi, Bp., 1966
- A csók. Novellák, tollrajzok; Irodalmi, Bukarest, 1968
- Álom és ólom; sajtó alá rend. Réz Pál; Szépirodalmi, Bp., 1969
- Füst; sajtó alá rend. Réz Pál; Szépirodalmi, Bp., 1970
- Nyelv és lélek; sajtó alá rend. Réz Pál; Szépirodalmi, Bp., 1971
- Hattyú; sajtó alá rend. Réz Pál; Szépirodalmi, Bp., 1972
- Kínai kancsó; vál. Szeghalmi Elemér; Szépirodalmi, Bp., 1972 (Kiskönyvtár)
- Negyvennégy levél. Költő családon belül; összegyűjt., sajtó alá rend., bev. Dér Zoltán; Munkásegyetem, Szabadka, 1972 (Életjel miniatűrök)
- Én, te, ő; sajtó alá rend. Réz Pál; Szépirodalmi, Bp., 1973
- Mátyás menyasszonya. Novellák; vál., bev. Kántor Lajos; Dacia, Kolozsvár, 1973 (Tanulók könyvtára)
- Sötét bujócska; sajtó alá rend. Réz Pál; Szépirodalmi, Bp., 1974
- Ércnél maradandóbb; sajtó alá rend. Réz Pál; Szépirodalmi, Bp., 1975
- Látjátok, feleim; gyűjt., szöveggond., jegyz. Réz Pál; Szépirodalmi, Bp., 1976
- Patália; gyűjtötte, szöveggond. Réz Pál; Magyar Helikon, Bp., 1976
- Gondolatok a nyelvről; vál., bev., jegyz. Murádin László; Kriterion, Bukarest, 1977 (Téka)
- Kulcs; vál., tan. Márványi Judit; Szépirodalmi, Bp., 1977 (Magyar elbeszélők)
- Egy ég alatt; gyűjt., szöveggond., jegyz. Réz Pál; Szépirodalmi, Bp., 1977
- Színházi esték, 1–2.; gyűjt., szöveggond., jegyz. Réz Pál; Szépirodalmi, Bp., 1978
- Esti Kornél éneke. Versek és műfordítások; vál., bev., függelék Láng Gusztáv; Dacia, Kolozsvár-Napoca, 1979
- Mostan színes tintákról álmodom; vál., szerk. Réz Pál; Móra, Bp., 1979
- Európai képeskönyv; gyűjt., szöveggond., jegyz. Réz Pál; Szépirodalmi, Bp., 1979
- Kosztolányi Dezső összes novellái, 1–3.; gyűjt., szöveggond. Réz Pál; Szépirodalmi, Bp., 1981
- Verses drámafordítások, 1–2.; gyűjt., szöveggond., jegyz. Réz Pál; Szépirodalmi, Bp., 1982
- Napló. Igen becses kéziratok, 1933–1934; sajtó alá rend., jegyz. Kelevéz Ágnes, Kovács Ida, gyorsírásos részeket áttette Schelken Pálma; Múzsák–PIM, Bp., 1985 (Irodalmi múzeum)
- Hazugság; vál., szerk. Hegyvári Franciska; Móra, Bp., 1985
- Bölcsőtől a koporsóig; gyűjt., szöveggond., jegyz. Réz Pál; Szépirodalmi, Bp., 1987
- Velence; előszó, jegyz. Szigethy Gábor; Magvető, Bp., 1988 (Gondolkodó magyarok)

### 1990–
- Nyelv és lélek; vál., sajtó alá rend. Réz Pál; 2. bőv. kiad.; Szépirodalmi–Újvidék, Bp.–Forum, 1990
- Levelek – naplók; egybegyűjt., sajtó alá rend., jegyz. Réz Pál, 1933–1934-es napló sajtó alá rend. Kelevéz Ágnes, Kovács Ida; Osiris, Bp., 1996 (Osiris klasszikusok)
- Lucifer a katedrán. Kosztolányi Dezső színpadi játékai; sajtó alá rend., utószó Réz Pál; Balassi, Bp., 1997
- Az élet primadonnái; gyűjt., sajtó alá rend., utószó Urbán László, előszó Réz Pál; Palatinus–Intera Rt., Bp., 1997
- Kosztolányi Dezső összes versei; szöveggond., jegyz. Réz Pál; Osiris, Bp., 1997 (Osiris klasszikusok)
- Nyelv és lélek; vál., sajtó alá rend. Réz Pál; 3. bőv. kiad.; Osiris, Bp., 1999 (Osiris klasszikusok)
- Velence; előszó, jegyz., szerk. Szigethy Gábor; 2. jav. kiad.; Holnap, Bp., 2000
- Gyémántgöröngyök. Versek, műfordítások, publicisztikai írások, nyilatkozatok, riportok, melyek először jelennek meg kötetben; Magyar Könyvklub, Bp., 2001
- Öröm. Kosztolányi Dezső karácsonyi írásai; összeáll. Kőrössi P. József; Noran, Bp., 2003 (Írók karácsonya)
- Tere-fere. Kosztolányi Dezső írásai a Bácsmegyei naplóból, 1923–1926; sajtó alá rend. Botka Ferenc; Balassi–Forum, Bp.–Újvidék, 2004
- Tükörfolyosó. Magyar írókról; szerk., jegyz. Réz Pál; Osiris, Bp., 2004 (Osiris klasszikusok)
- Kaláka – Kosztolányi; Helikon, Bp., 2005 + CD (Hangzó Helikon)
- Ilyen az ember... Kosztolányi Dezső füveskönyve; vál., szerk. Zsoldos Sándor; Lazi, Szeged, 2006
- Szabadkikötő. Esszék a világirodalomról; szerk., jegyz. Réz Pál; Osiris, Bp., 2006 (Osiris klasszikusok)
- Kosztolányival a villamoson. Képes összeállítás Kosztolányi Dezső írásaiból; szerk. Simkó György, Zsikai Erika; Eri, Bp., 2007
- Az élet primadonnái; sajtó alá rend., utószó Urbán László; Katedrakönyv, Szekszárd, 2008
- Műhelytitkok; szöveggond. Fráter Zoltán; Európa, Bp., 2010 (Kosztolányi Dezső művei)
- Innen-onnan. Írások A Hétből, 1908–1916; közread. Lengyel András; Nap, Bp., 2010 (Magyar esszék)
- Útravaló Kosztolányi Dezső tollából; szerk. Bárdos József; Dóra, Nagykőrös, 2010
- Könyvek és lelkek; szöveggond. Fráter Zoltán; Európa, Bp., 2011 (Kosztolányi Dezső művei)
- Furcsa dolgok; Európa, Bp., 2011
- Mindent bevallhatok. Kötetben meg nem jelent írások és más újdonságok; összeáll. Urbán László; Jaffa, Bp., 2018
- Pardon. Az Új Nemzedék rovata Kosztolányi Dezső szerkesztésében. 1919–1921; szerk. Arany Zsuzsanna; Osiris, Bp., 2019
- Izmos irodalmi kötelékben. Kosztolányi Dezső és Csáth Géza önképzőkörének jegyzőkönyvei; szerk., előszó, jegyz. Hicsik Dóra; Dotnet Kft., Bp., 2021

## Kritikai kiadás (2010–)
Kosztolányi Dezső összes művei; sorozatszerk. Dobos István, Szegedy-Maszák Mihály, Veres András; Kalligram, Pozsony, 2010–
- 2010 – "most elmondom, mint vesztem el". Kosztolányi Dezső betegségének és halálának dokumentumai; szerk., sajtó alá rend., jegyz. Arany Zsuzsanna
- 2010 – Édes Anna; szerk., jegyz. Veres András, források sajtó alá rend. Parádi Andrea et al.
- 2011 – Spanyol műfordítások; sajtó alá rend., bev., jegyz. Végh Dániel, szerk. Józan Ildikó
- 2011 – Esti Kornél; szerk. Tóth-Czifra Júlia, Veres András, közrem. Sárközi Éva, Józan Ildikó, Lipa Tímea
- 2011 – Nero, a véres költő; sajtó alá rend., tan., jegyz. Takács László
- 2013 – Pacsirta; sajtó alá rend., tan., jegyz. Bucsics Katalin
- 2013 – Kosztolányi Dezső levelezése, I. 1901–1907; összeáll., sajtó alá rend., jegyz., tan. Buda Attila, Józan Ildikó, Sárközi Éva
- 2014 – A szegény kisgyermek panaszai; sajtó alá rend., tan., jegyz. Győrei Zsolt, Lovas Borbála, francia kézirat sajtó alá rend. Józan Ildikó, szerk. Győrei Zsolt
- 2014 – Aranysárkány; sajtó alá rend., tan., jegyz. Bengi László, Parádi Andrea
- 2015 – Szent Imre himnuszok; sajtó alá rend., jegyz., függelék összeáll. Takács László
- 2015 – Béla, a buta / A rossz orvos. Kisregények és elbeszélések; szerk. Bartók István, Sárközi Éva
- 2017 – Japán versek; sajtó alá rend., tan., jegyz. Kolozsy-Kiss Eszter; Kalligram, Bp., 2017
- 2021 – Boszorkányos esték / Bolondok; szerk., tan., sajtó alá rend., Szilágyi Zsófia, Tóth-Czifra Júlia; Kalligram, Bp., 2021
- 2023 – Publicisztikai írások 1903–1906; sajtó alá rend. Onder Csaba, Pintér Borbála, közrem. Bucsics Katalin, tan. Bengi László; Ráció, Bp., 2023
- 2024 – Kínai versek; sajtó alá rend., jegyz. Kalmár Éva, Józan Ildikó, tan. Kalmár Éva, Józan Ildikó, Buda Attila; Kalligram, Bp., 2024

## Művei alapján készült filmek
- 1958 – Édes Anna, rendező Fábri Zoltán
- 1965 – Pacsirta, rendező Ranódy László
- 1967 – Aranysárkány, rendező Ranódy László
- 1974 – Kínai kancsó, rendező Ranódy László
- 1974 – Fürdés, rendező Ranódy László
- 1975 – Alfa, rendező Sántha László
- 1977 – Hungária kávéház: Vakbélgyulladás, rendező Köberle Korbinian
- 1977 – Maladolescenza, rendező Pier Giuseppe Murgia
- 1980 – Színes tintákról álmodom, rendező Ranódy László
- 1986 – Hajnali párbeszéd, rendező Esztergályos Károly
- 1990 – Édes Anna, rendező Esztergályos Károly
- 1994 – Kosztolányi Dezső novellái: Kanári, rendező Cselényi László
- 1995 – Esti Kornél csodálatos utazása, rendező Pacskovszky József
- 1996 – A rossz orvos, rendező Molnár György
- 2001 – Fekete-fehér, igen-nem, rendező Dékány Barbara
- 2007 – Tavasz, nyár, ősz, rendező Molnár György
- 2009 – Tréfa, rendező Gárdos Péter
- 2022 – Pacsirta, rendező Paczolay Béla

## Származása
| Kosztolányi Dezső István Izabella (Szabadka, 1885. márc. 29.– Budapest, 1936. nov. 3.) költő, műfordító | Apja: Kosztolányi Árpád Ernő Félix (Szabadka, 1859. jan. 11.– Szabadka, 1926. dec. 3.) matematika- és fizikatanár, főgimnáziumi igazgató, író | Apai nagyapja: Kosztolányi Ágoston (Csantavér, 1824. aug. 21.– Szabadka, 1895. szept. 27.) bankpénztáros, 1848/49-es honvédszázados | Apai nagyapai dédapja: Kosztolányi János (?, 1793? – Topolya, 1831. máj. 26.)                                               |
| Kosztolányi Dezső István Izabella (Szabadka, 1885. márc. 29.– Budapest, 1936. nov. 3.) költő, műfordító | Apja: Kosztolányi Árpád Ernő Félix (Szabadka, 1859. jan. 11.– Szabadka, 1926. dec. 3.) matematika- és fizikatanár, főgimnáziumi igazgató, író | Apai nagyapja: Kosztolányi Ágoston (Csantavér, 1824. aug. 21.– Szabadka, 1895. szept. 27.) bankpénztáros, 1848/49-es honvédszázados | Apai nagyapai dédanyja: Filáczy Veronika (1800? – 1873)                                                                     |
| Kosztolányi Dezső István Izabella (Szabadka, 1885. márc. 29.– Budapest, 1936. nov. 3.) költő, műfordító | Apja: Kosztolányi Árpád Ernő Félix (Szabadka, 1859. jan. 11.– Szabadka, 1926. dec. 3.) matematika- és fizikatanár, főgimnáziumi igazgató, író | Apai nagyanyja: Kádár Rozália (Szabadka, 1829. aug. 30. – Szabadka, 1916. febr. 1.)                                                 | Apai nagyanyai dédapja: Kádár József (? – ?) Háromszék megyei székely betelepülő                                            |
| Kosztolányi Dezső István Izabella (Szabadka, 1885. márc. 29.– Budapest, 1936. nov. 3.) költő, műfordító | Apja: Kosztolányi Árpád Ernő Félix (Szabadka, 1859. jan. 11.– Szabadka, 1926. dec. 3.) matematika- és fizikatanár, főgimnáziumi igazgató, író | Apai nagyanyja: Kádár Rozália (Szabadka, 1829. aug. 30. – Szabadka, 1916. febr. 1.)                                                 | Apai nagyanyai dédanyja: Loósz Johanna (? – ?)                                                                              |
| Kosztolányi Dezső István Izabella (Szabadka, 1885. márc. 29.– Budapest, 1936. nov. 3.) költő, műfordító | Anyja: Brenner Eulália Gizella Erzsébet (Szabadka, 1866. febr. 12.– Szabadka, 1948. júl. 20.)                                                 | Anyai nagyapja: Brenner József (Temesvár, 1826. okt. 3.– Szabadka, 1887. febr. 11.) patikus Szabadkán                               | Anyai nagyapai dédapja: Brenner József (Temesvár, 1795 k. – Temesvár, ?) vándorló tímárlegény                               |
| Kosztolányi Dezső István Izabella (Szabadka, 1885. márc. 29.– Budapest, 1936. nov. 3.) költő, műfordító | Anyja: Brenner Eulália Gizella Erzsébet (Szabadka, 1866. febr. 12.– Szabadka, 1948. júl. 20.)                                                 | Anyai nagyapja: Brenner József (Temesvár, 1826. okt. 3.– Szabadka, 1887. febr. 11.) patikus Szabadkán                               | Anyai nagyapai dédanyja: Fornwald Erzsébet (? – Temesvár, 1826. okt. 3.) Majna-Frankfurtból érkezett temesvári polgár lánya |
| Kosztolányi Dezső István Izabella (Szabadka, 1885. márc. 29.– Budapest, 1936. nov. 3.) költő, műfordító | Anyja: Brenner Eulália Gizella Erzsébet (Szabadka, 1866. febr. 12.– Szabadka, 1948. júl. 20.)                                                 | Anyai nagyanyja: Hofbauer Aurélia Eulália (Szabadka, 1835. febr. 11.– Szabadka, 1916. márc. 25.)                                    | Anyai nagyanyai dédapja: Hofbauer Ignác (Szabadka, 1804. júl. 1.– Szabadka, 1870. jan. 29.) patikus Szabadkán               |
| Kosztolányi Dezső István Izabella (Szabadka, 1885. márc. 29.– Budapest, 1936. nov. 3.) költő, műfordító | Anyja: Brenner Eulália Gizella Erzsébet (Szabadka, 1866. febr. 12.– Szabadka, 1948. júl. 20.)                                                 | Anyai nagyanyja: Hofbauer Aurélia Eulália (Szabadka, 1835. febr. 11.– Szabadka, 1916. márc. 25.)                                    | Anyai nagyanyai dédanyja: Kléri Magdolna (Hódság, 1815. nov. 6.– Hódság, 1907. nov. 26.) apja patikus Szabadkán             |

## Emlékezete
- 2024 óta nevét viseli a 221528 Kosztolányi kisbolygó.[47]

### Szakirodalom

#### Életrajzok
- Arany Zsuzsanna: Kosztolányi Dezső élete. Budapest: Osiris, 2017
- Kosztolányi Dezsőné: Kosztolányi Dezső. Budapest: Révai, 1938 (Kosztolányi Dezső összegyűjtött munkái)
- Levendel Júlia: Így élt Kosztolányi Dezső. Budapest: Móra, 1985

#### Monográfiák
- Baráth Ferenc: Kosztolányi Dezső, Zalaegerszeg: Pannonia, 1938
- Szegzárdy-Csengery József: Kosztolányi Dezső, [Bölcsészetdoktori értekezés], Szeged, Magyar Irodalomtörténeti Intézet, 1938
- Devecseri Gábor: Az élő Kosztolányi, Budapest, Officina, 1945
- Rónay László: Kosztolányi Dezső (Nagy magyar írók sorozat), Budapest, Gondolat, 1977
- Kiss Ferenc: Az érett Kosztolányi (Irodalomtörténeti könyvtár 34.), Budapest, Akadémiai, 1979 digitális változata a MEK-ben
- Hunyadi Brunauer, Dalma, Brunauer, Stephen: Dezső Kosztolányi (Veröffentlichungen des Finnisch-Ugrischen Seminars an der Universitat München. Ser. C. Miscellanea 15.), München, Finnisch-Ugrisches Seminar, 1983
- Rónay László: „Ki volt ez a varázsló?”. Kosztolányi Dezső a vallomások és emlékezések tükrében, Budapest: Kozmosz, 1985
- Bori Imre: Kosztolányi Dezső, Újvidék, Forum, 1986
- Szitár Katalin: A prózanyelv Kosztolányinál. Budapest: ELTE BTK Doktori Tanácsa, 2000.
- Szegedy-Maszák Mihály: Kosztolányi Dezső, Pozsony, Kalligram, 2010
- Érfalvy Lívia: Kosztolányi írásművészete. Poétikai monográfia; Iskolakultúra–Gondolat, Veszprém–Bp., 2012
- Veres András: Kosztolányi Ady-komplexuma. Filológiai regény. Budapest: Balassi, 2012.
- Bíró-Balogh Tamás: Ha nem volnátok ti. Kosztolányi Dezső utolsó szerelmei. Budapest, Jaffa, 2019

#### Bibliográfiák
- G. P.: Kosztolányi Dezső = Irodalomtörténet, XXV. évfolyam, 7–8. szám, 1936, 238–241. [Figyelő/Elhunytak rovat], (válogatott bibliográfia)
- Baráth Ferenc: Kosztolányi Dezső, Zalaegerszeg: Pannonia, 1938, 130 p. (válogatott bibliográfia)
- Szegzárdy–Csengery József: Kosztolányi Dezső, [Bölcsészetdoktori értekezés], Szeged, Magyar Irodalomtörténeti Intézet, 1938, 101, (válogatott bibliográfia)
- Sáfràn Györgyi: Kosztolányi Dezső hagyatéka. Kosztolányiné Harmos Ilona hagyatéka. Hitel Dénes Kosztolányi-gyűjtemény. Az MTA Könyvtára Kézirattárának katalógusai 11., sorozatszerk.: F. Csanak Dóra, Ms 4612 – Ms 4649, Budapest, Akadémiai, 6. 1978 (Az MTA Könyvtárának Kézirattárában őrzött kéziratok adatai 1978-ig)
- Tezla, Albert: Dezső Kosztolányi = Hungarian Authors. A Bibliographical Handbook. Cambridge, Mass., Harvard University Press, 1970 (válogatott bibliográfia)
- Kosztolányi Dezső napilapokban és folyóiratokban megjelent írásainak jegyzéke 1. (A Hét, Nyugat, Pesti Hírlap, A Pesti Hírlap Vasárnapja, Új Idők), szerk. Arany Zsuzsanna, összegyűjt. Arany Zsuzsanna – Végh Dániel, Budapest: Ráció, 2008
- Kosztolányi Dezső napilapokban és folyóiratokban megjelent írásainak jegyzéke 2. Határon túli lapok 1. A bácskai sajtó anyaga, szerk. Arany Zsuzsanna, Budapest: Ráció, 2009
- Kosztolányi Dezső napilapokban és folyóiratokban megjelent írásainak jegyzéke 3. Budapesti magazinok, heti- és havilapok 1. Szerk. Arany Zsuzsanna, Budapest: Ráció, 2010
- Kosztolányi Dezső napilapokban és folyóiratokban megjelent írásainak jegyzéke 4. A budapesti sajtó anyaga 2. Szerk. Arany Zsuzsanna – Dobás Kata, Budapest: Ráció, 2011
- Kosztolányi Dezső napilapokban és folyóiratokban megjelent írásainak jegyzéke 5. Határon túli lapok 2. Szerk. Dobás Kata, Budapest: Ráció, 2013

#### Tanulmánykötetek Kosztolányiról
- A rejtőző Kosztolányi. Esszék, tanulmányok. Szerk.: Mész Lászlóné. Budapest, 1987
- Az emlékezés elevensége. Kosztolányi Dezső Napok a szülőföldön. Szerk. Hózsa Éva, Arany Zsuzsanna, Kiss Gusztáv. Szabadka: Városi Könyvtár, 2007
- Arany Zsuzsanna: Isten bálján. Kosztolányi-tanulmányok. Veszprém: Művészetek Háza, 2011
- Babits Mihály: Kosztolányi. In: Babits Mihály: Esszék, tanulmányok. II. köt. Budapest, 1978, 516-524.
- Bengi László: Elbeszélt halál. Kosztolányi-tanulmányok. Budapest: Ráció, 2012
- Bíró-Balogh Tamás: Mint aki a sínek közé esett. Kosztolányi Dezső életrajzához. Budapest: Equinter, 2014
- Dér Zoltán: Ikercsillagok. Kosztolányi Dezső és Csáth Géza. Tanulmányok, kritikák, dokumentumok. Újvidék: Forum, 1980
- Király István: Kosztolányi. Vita és vallomás. Budapest: Szépirodalmi, 1986
- Kiss Ferenc: Kosztolányi-tanulmányok. Miskolc: Felsőmagyarország, 1998
- Lengyel András: Játék és valóság közt. Kosztolányi-tanulmányok. Szeged: Tiszatáj, 2000
- Németh G. Béla: Játék, feltételesség, keresés. Kosztolányi felfogásának néhány eleme. In uő.: Hosszmetszetek és keresztmetszetek, Budapest, 1987, 222-231.
- Németh G. Béla: Egy életszerető „nihilista”, Kosztolányi. In uő.: Írók, művek, emberek, Budapest: Krónika Nova, 1998, 5–25.
- Szilágyi Zsófia: Az éretlen Kosztolányi. Pozsony: Kalligram, 2017
- Újraolvasó. Tanulmányok Kosztolányi Dezsőről. Szerk. Kulcsár Szabó Ernő, Szegedy-Maszák Mihály. Budapest: Anonymus, 1998

#### Néhány önálló tanulmány Kosztolányi műveiről
- Németh G. Béla: Az elgondolhatatlan álorcái. A szerep jelentősége Kosztolányi Számadásában. In uő.: Századutóról – századelőről. Budapest, 1985, 292-313.
- Szegedy-Maszák Mihály: Nézőpont és értékszerkezet A véres költőben; Körkörösség és transzcendencia a Pacsirtában. Idő, nézőpont és értékszerkezet az Aranysárkányban. In uő.: „Minta a szőnyegen”. Budapest, 1995, 176–215.
- Segedy-Maszák Mihály: Esti Kornél. In uő.: Világkép és stílus, Budapest, 1980, 466-497.
- Tötösy de Zepetnek, Steven: "Kosztolányi's Édes Anna: A Socio-Literary Analysis with Medical Evidence". Neohelicon: Acta comparationis litterarum universarum, 19.2 (1992): 69-85.
- Dér Zoltán: Lukács György és Kosztolányi, Vajdasági Magyar Digitális Adattár
- Fekete J. József: „A homo aestheticus álarca”, Forrás 48. évf. 4. sz. (2016. április), epa.oszk.hu
- Lengyel András: Egy anonim Kosztolányi-cikk azonosítása, A Móra Ferenc Múzeum Évkönyve: Studia Historica 11. (Szeged, 2008), library.hungaricana.hu
- Deczki Sarolta: A homo aestheticus és a homo pardonicus, Beszélő 2015. december 2., beszelo.c3.hu
- Bíró-Balogh Tamás: A pornográf műfordításért feljelentett „katolikus író” Kosztolányi Dezső életrajzához, kalligramoz.eu
- Bozók Ferenc: A kávézás élménye Kosztolányi Dezső lírájában. in. Kortárs folyóirat, 2020. május

### Weblapok és média
- Meghallgatható művei (audio)[halott link] tudastar.googlepages.com
- Kosztolányi Dezső művei a Magyar Elektronikus Könyvtárban
- Kosztolányi Dezső a PORT.hu-n (magyarul) PORT.hu
- Kosztolányi és Karinthy kölcsönös ugratásai Archiválva 2008. december 20-i dátummal a Wayback Machine-ben urbanlegends.hu
- Műveinek hálózati kritikai kiadása irodalom.elte.hu
- Kosztolányi szócikk a szabadkőműves Wikin
- Kosztolányi Dezső versei vers-versek.hu
- Kosztolányi Dezső emlékoldal, kosztolanyioldal.hu
- Kosztolányi Dezső Irodalmi Adatbázis (adatbázis-szerkesztő: Sallai-Tóth László, honlap: Payer Barbara)